# فیلم درجه زد

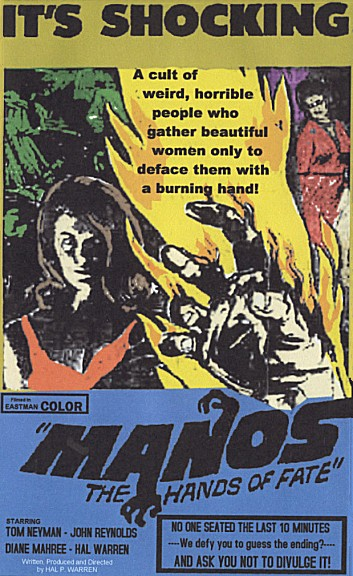
پوستر فیلم «مانوس» دست‌های سرنوشت - حق چاپ 1966، Emerson Film Enterprises

فیلم درجه زد (انگلیسی: Z movie) عبارتند از فیلم‌هایی که با بودجهٔ پایین ساخته می‌شوند و از فیلم‌های درجه ب کیفیت پایین‌تری دارند. برخی از منتقدان این واژه را به‌طور گسترده، برای توصیف هر فیلم با کمترین هزینه تولیدشده که هنجارهای فیلم‌سازی جریان اصلی را به‌طریق قابل توجهی نادیده می‌گیرد، به کار می‌برند.